# Heinrichsthal (Meschede)
Heinrichsthal (bis 1885 Drüerbrück) ist ein Ortsteil der nordrhein-westfälischen Stadt Meschede im Hochsauerlandkreis. Der Ort liegt an der Ruhr zwischen Meschede und Wehrstapel. Am 31. Dezember 2023 hatte Heinrichsthal 362 Einwohner.  Durch den Ort verläuft die L 743 (früher Bundesstraße 7).

## Geschichte
Die Äbtissin Agnes zu Meschede bestätigte 1268 den Erwerb eines Gutes in der Druvethe (später Drüer Hof, dann Drüer Mark). Im Jahre 1428 sind alle Drüer Markgenossen nach Eversberg verzogen. Mit diesem Umzug endete die Ackerwirtschaft. Der bebaute Boden wurde zu Wiesen oder verwaldete, die Hofstelle verfiel so, dass sie bis heute nicht in der Ortslage nachgewiesen werden konnte.
Im Jahr 1848 wurde an der Drüer Brücke unterhalb von Wehrstapel die Tuchfabrik Eickhoff gebaut. Im selben Jahr erbaute der Fabrikant Langenscheidt eine Kettenschmiede, die sogenannte „Walze“. Mit der Industrialisierung entstand eine Ansiedlung mit Arbeiterwohnungen, die zu Eversberg gehörte und 1885 von Drüerbrück in Heinrichsthal (nach dem Fabrikanten Heinrich Eickhoff) umbenannt wurde.
Unter dem Fabrikanten Heinrich Eickhoff expandierte das Unternehmen in der Zeit von 1858 bis 1872. Die Gebrüder Eickhoff betrieben von 1969 in der ehemaligen Kettenschmiede eine Wollspinnerei. Im Jahr 1895 lebten in dem Ort in sieben Gebäuden insgesamt 234 Einwohner. 1897 nahm man eine Schiefergrube in Betrieb. Südlich der Landstraße entstanden um 1930 mehrere Häuser. Im Rahmen der kommunalen Neuordnung wurde Heinrichsthal, bis dahin zur Gemeinde Eversberg (Amt Bestwig) gehörend, am 1. Januar 1975 ein Stadtteil von Meschede.

## Politik
Aktueller Ortsvorsteher für den Stadtbezirk Wehrstapel/Heinrichsthal ist Fritz Kramer.